# Гаврилко Марина Всеволодівна
Марина Всеволодівна Гаврилко (нар. 23 липня 1913 — пом. 6 лютого 1994) — радянська і російська акторка театру і кіно.

## Біографія
Марина Гаврилко народилася 23 липня 1913 року в Петербурзі. Батько, Всеволод Андрійович Гаврилко був художником, а мати, Катерина Вацлавівна Вільямович, — акторкою. Батьки розійшлися, коли Марині було півтора року, і до 11 років вона жила у бабусі в Криму. У 1924 році вітчим Марини відвіз її до Ленінграду в дитячий будинок, де вона вчилася і жила до 17 років. Під час навчання в школі займалася в дитячій художній студії при Ленінградському ТЮГу і закінчила її в 1930 році.
У 1930—1932 роках акторка працювала в Ленінградському Пролеткульті, а в 1932 році почала кар'єру в Москві. У 1933—1940 роках — у складі трупи Малого театру.
У кіно почала зніматися в 1939 році. З 1940 року працювала на кіностудії Мосфільм.
У 1942—1945 — акторка фронтових театрів.
У 1945—1946 — робота в Новому Театрі.
У 1947—1948 роки працювала в Театр-студія кіноактора.
В 1949—1952 роках керувала художньою самодіяльністю МВС СРСР. З 1949 року брала участь також у дублюванні іноземних фільмів.
У 1951—1961 роках працювала за договорами в кіно. У 1961 році увійшла до штату Кіностудії імені Горького, де працювала до 1990 року.
Померла 6 лютого 1994 року. Урна з прахом похована в колумбарії Донського кладовища Москви.

## Творчість

### Ролі в кіно
- 1939 — Помилка інженера Кочина —  Клавдія Іванівна, буфетниця
- 1941 — Бойова кінозбірка № 4 —  міліціонерка
- 1941 — Двоє друзів —  Таня
- 1941 — Серця чотирьох —  касирка
- 1944 — Рідні поля —  Ганна Тимофіївна Хваліна
- 1949 — Щасливий рейс —  дівчина
- 1953 — Налим —  економка
- 1953 — Чук і Гек —  дружина Миколи Терентійович, попутниця в поїзді
- 1955 — Солдат Іван Бровкін —  Килина
- 1956 — Весна на Зарічній вулиці —  Марія Гаврилівна, мати Зіни
- 1956 — За владу Рад —  тітка біля колодязя
- 1957 — Катерина Вороніна —  Сафонова
- 1958 — Іван Бровкін на цілині —  Килина
- 1958 — Троє вийшли з лісу —  Марія Михайлівна Максимова
- 1959 — Балада про солдата —  біженка-українка в потязі
- 1959 — Врятоване покоління —  тітка Дуся
- 1959 — Я вам пишу
- 1960 — За межами міста —  Фресіна
- 1961 — Коли дерева були великими —  сусідка Кузьми по комуналці
- 1962 — Я купив тата —  продачиня морозива
- 1963 — Великі і маленькі —  сусідка Соколових
- 1963 — Понеділок — день важкий —  Марія Павлівна Каблукова
- 1964 — Далекі країни
- 1965 — Альошкіне полювання —  тітка Паша
- 1966 — Бур'ян —  Гумачиха
- 1969 — 13 доручень —  покупчиня
- 1971 — Хвилина мовчання —  сусідка Бокарева
- 1971 — У нас на заводі —  дружина Полухіна
- 1973 — Зелена хвиля
- 1973 — Мачуха —  тітка Дарина
- 1973 — Тихоня —  листоноша
- 1975 — Що з тобою коїться? —  Клара Павлівна, вчителька алгебри
- 1976 — Пригоди Нукі —  подруга жінки з півнем
- 1976 — Розвага для старичків —  Маша Апраксіна
- 1978 — Кінець імператора тайги —  мати Соловйова
- 1980 — Історія одного потиличника —  сусідка Козлова
- 1981 — Карнавал —  сусідка Соломатіна в старій квартирі
- 1981 — Ми, що нижче підписалися —  пасажирка з сигаретою
- 1981 — На чужому святі —  Марія Степанівна, господиня будинку
- 1982 — Нам тут жити —  Юхимівна
- 1983 — Карантин —  пасажирка в автобусі
- 1983 — Така жорстка гра — хокей
- 1984 — Лев Толстой —  Марія Миколаївна, молодша сестра
- 1984 — Приходь вільним —  Марія Владиславівна
- 1986 — У бездоріжжя
- 1986 — Голова Горгони —  Поліксена
- 1987 — Врятуйте наші душі — Ганна Євгенівна
- 1988 — Француз —  сусідка Дар'ї Сергіївни
- 1990 — Комітет Аркадія Хомича
- 1990 — Система «Ніпель» —  Поліна Василівна
- 1992 — Генерал —  Любов Сергіївна
- 1992 — Навіщо алібі чесній людині? —  мати Шалудкіна

### Озвучення

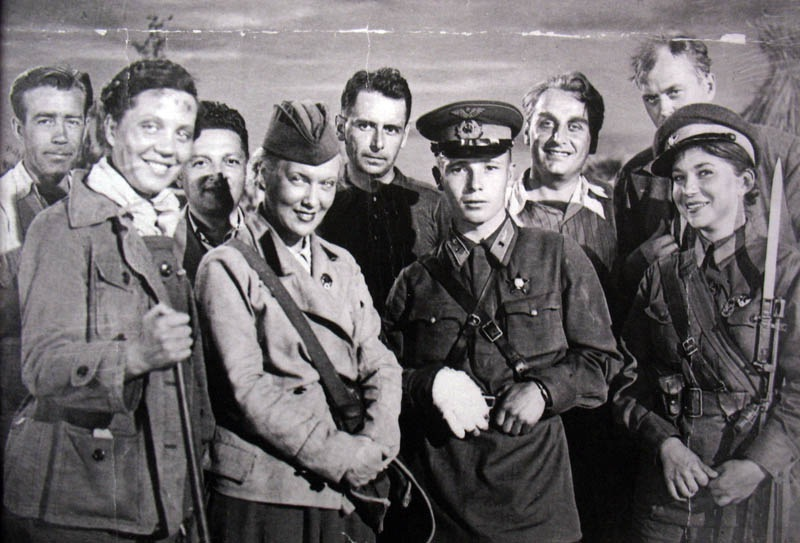
Любов Орлова, Григорій Александров, Марина Гаврилко (праворуч) та Єлизавета Кузюріна. У центрі - льотчик Віктор Талалихін. На зйомках « Бойової кінозбірки № 4»
у серпні 1941 року

- 1954 — Сестри Рахманови («Узбекфільм»)
- 1955 — Зустріч — Шовкет (роль Барат Шакінської)
- 1955 — Лимерівна (фільм-спектакль) (роль Л. Криницької)
- 1957 — Єва хоче спати (Польща)
- 1964 — Пансіон Буланка (фр. Pension Boulanka; ДЕФА, НДР)
- 1965 — Історія моєї дурості (угор. «Butaságom története»; Угорщина) — тьотя Гізі (роль Маньї Кішш)
- 1968 — Повернення посмішки (груз. ღიმილის დაბრუნება) («Грузія-фільм»)
- 1968 — Місто прокидається рано — Маріам (роль Сесиль Такайшвілі)
- 1969 — Колонія Ланфіер (СРСР, Чехословаччина) — Саб (роль Бети Понічанової)
- 1969 — Минулі дні — Узбек-аім (роль Мар'ям Якубової)
- 1969 — Правиця великого майстра («Грузія-фільм») — Гурандухті (роль Ліани Асатіані)
- 1969 — Киз Жибек («Казахфільм») — Камка (роль Сабіри Майканової)
- 1970 — Зірка мого міста (груз. Chemi qalaqis varskvlavi) («Грузія-фільм») (роль Сесіль Такайшвілі)
- 1970 — Шукайте дівчину (азерб. O qızı tapın) («Азербайджанфільм») — Мейранса-ханум (роль Насіби Зейналової)
- 1970 — Глечик (груз. ქვევრი) («Грузія-фільм») — Маро (роль Генрієтти Лежави)
- 1970 — Третя дочка (роль С. Бакаєвої)
- 1971 — Невдачливі викрадачі
- 1972 — Коли зацвів мигдаль (груз. Rotsa akvavda nushi; «Грузія-фільм») — бабуся Вароа (роль Сесіль Такайшвілі)
- 1973 — Шах королеві діамантів (латис. Šahs briljantu karalienei); СРСР) — Аліда Грубе (роль Лідії Фреймане)
- 1976 — Ціна щастя («Азербайджанфільм») — Кешвар (роль Насіби Зейналової)
- 1977 — Червона косинка (Туреччина)
- 1978 — Синема
- 1978 — Зимова відпустка — Аніта (роль Катрін Вяльбе)
- 1980 — Я ще повернуся (азерб. Gözlə məni) («Азербайджанфільм») — Солмаз (роль Сусанни Sidrat)
- 1981 — Ранкові вершники — Енекуті (роль Е. Алланової)
- 1984 — Блакитні гори, або Неправдоподібна історія (груз. ცისფერი მთები ანუ დაუჯერებელი ამბავი («Грузія-фільм») — касир (роль Сесіль Такайшвілі)
- 1984 — Бал казок (Угорщина)
- 1984 — Великий похід за нареченою (груз. Adamianta sevda) («Грузія-фільм»)
- 1985 — ти Бач, Масниця! (вірм. Բարեկենդանը) («Вірменфільм») (мультфільм)